# Sor (épave)
 (février 2017).
Pour les articles homonymes, voir Sor.
Le Sor est le nom d'une péniche de type Semaize, à l'origine naviguant sur le canal du Midi, puis coulée volontairement au large de Saint-Cyprien (Pyrénées-Orientales) en 1981 (date approximative) afin de protéger la zone du chalutage illégal par un récif artificiel.
Il a servi de support à une expérimentation pour l'aquaculture jusqu'à la fin des années 80 : élevage de daurades, coquilles Saint-Jacques

## Histoire
L'histoire de ce navire est peu connue à ce jour ; le sabordage et les expériences d'aquaculture sont relatées par Yanis Efthimiopoulos, ancien directeur du port de Saint-Cyprien jusqu'en 1989, qui a supervisé les opérations ,. L'épave du Sor représente le premier essai de création de récif artificiel dans le Roussillon sur la base d'un navire coulé volontairement.

## Naufrage
Le Sor, dont la cale a été lestée de 120 tonnes de poteaux électriques en béton, a été remorqué par la vedette La daurade puis sabordé au large de Saint-Cyprien, non loin de la roche du Rafar. Dans un second temps, pour les expériences d'aquaculture et pour protéger le site, cinq lamparos désaffectés sont immergés aux alentours (le Zoriona, le Saint Michel, le Ville de Nemours, le Perry et le Notre Espoir), ainsi que deux pontons métalliques et un module Comin en béton .

## Plongée
- Profondeur mini : 25 m (sur le pont de la poupe)
- Profondeur maxi : 28 m (au pied de l'étrave) [4]

L’épave repose droit sur sa quille sur un fond de vase. Elle est orientée est-ouest, la proue pointant vers l'ouest. Les deux pontons métalliques sont situés à quelques mètres à l'est de la poupe, et sont reliés au Sor par un bout.
Les lamparos ont été détruits par les chalutiers ; il en subsiste un moteur au sud, relié à la proue du Sor par un bout.
Le module en béton est situé à environ deux cents mètres au nord de l'épave.
La poupe est occupée par un château entièrement vide, accessible depuis l'arrière de la cale. Un guindeau orne le gaillard d'avant.
À la poupe, le safran est encore en place, mais l'hélice a disparu.
De nombreux filets de pêche, sources de danger pour les plongeurs, recouvrent l'épave.
La faune habituelle est constituée de capelans, d'anthias, de poulpes et de nudibranches, notamment des godives orange, des flavellines mauves. des doris géant et des doris marbrés.
L'extérieur de la coque est recouvert de coquilles d'huîtres, où logent de petites blennies.
La cale et le château arrière sont régulièrement visités par des congres, de petites langoustes et des homards venus de la roche voisine du Rafar. Plus rarement, les plongeurs peuvent croiser des raies torpilles, des calmars et même des syngnathes.

## Galerie

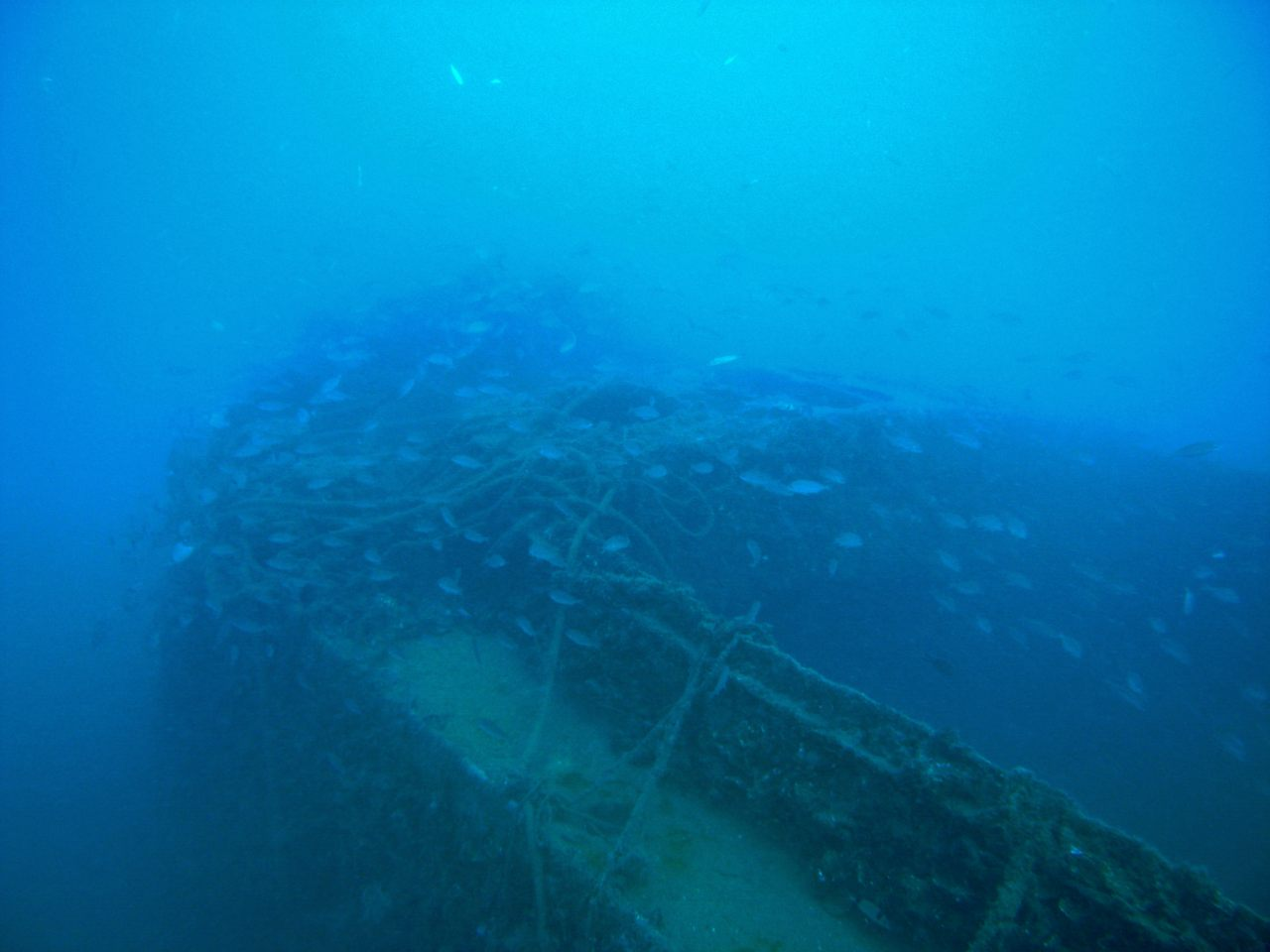
La proue
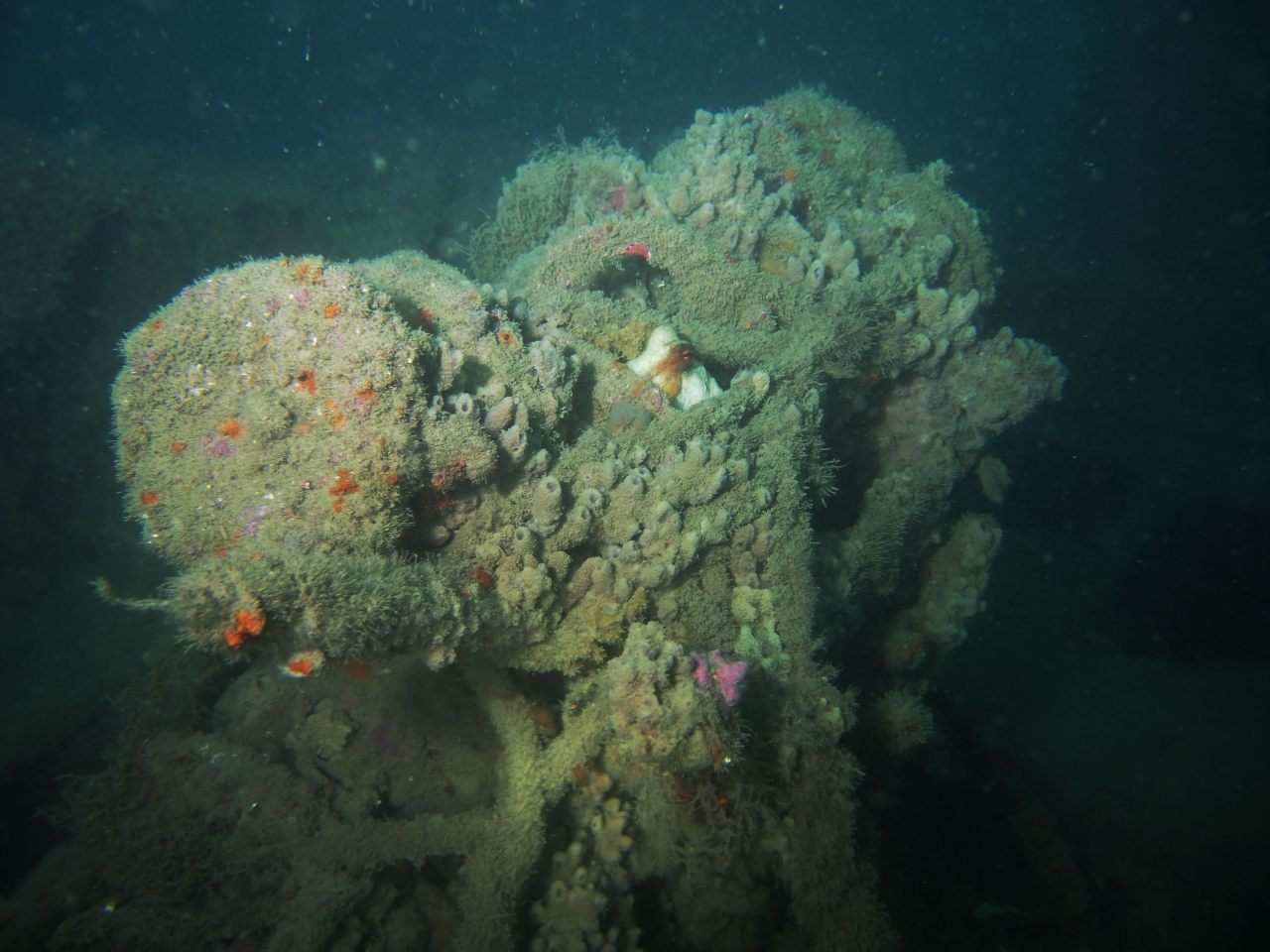
Poulpe sur le guindeau
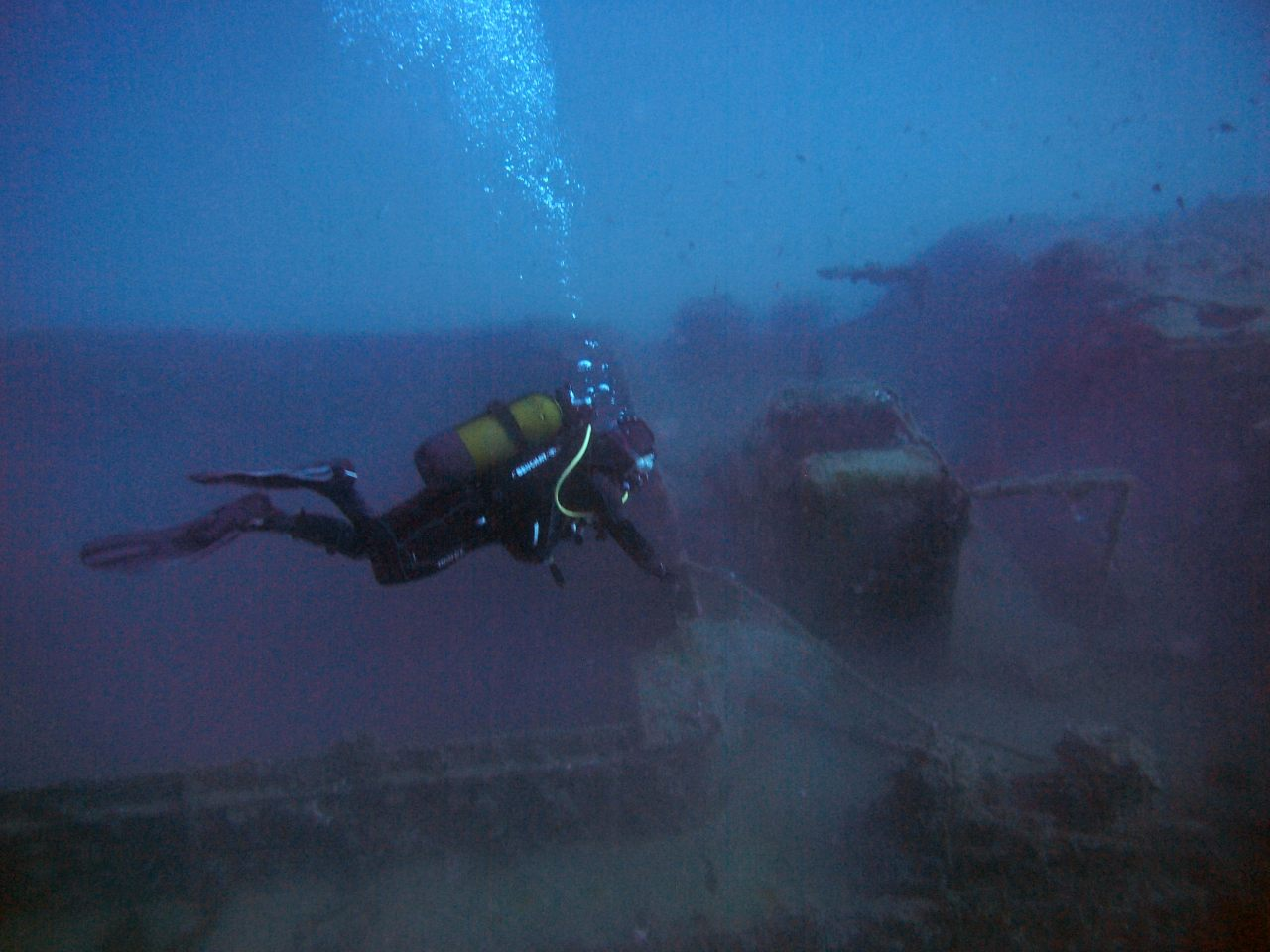
Plongeur à la poupe
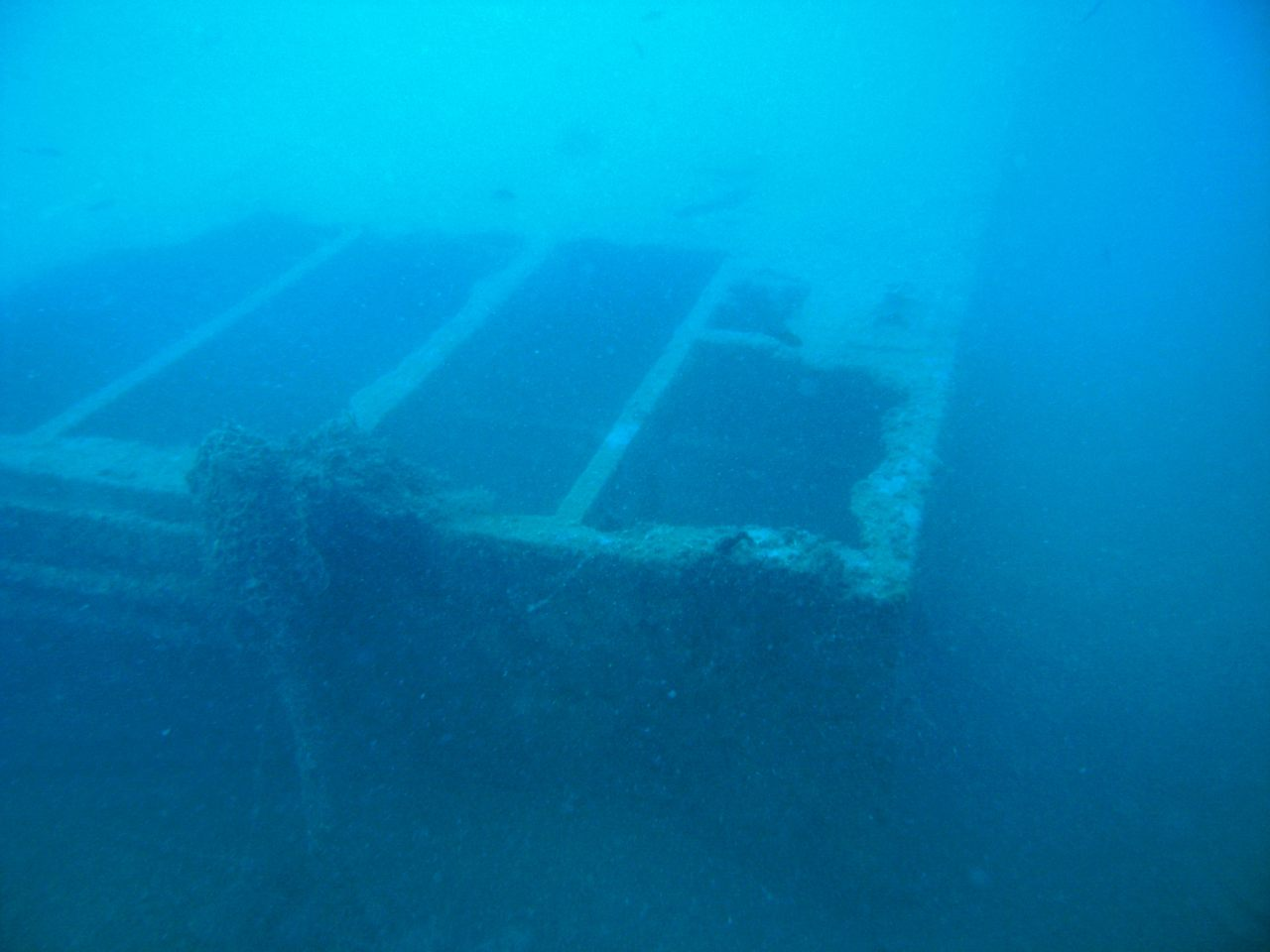
Ponton
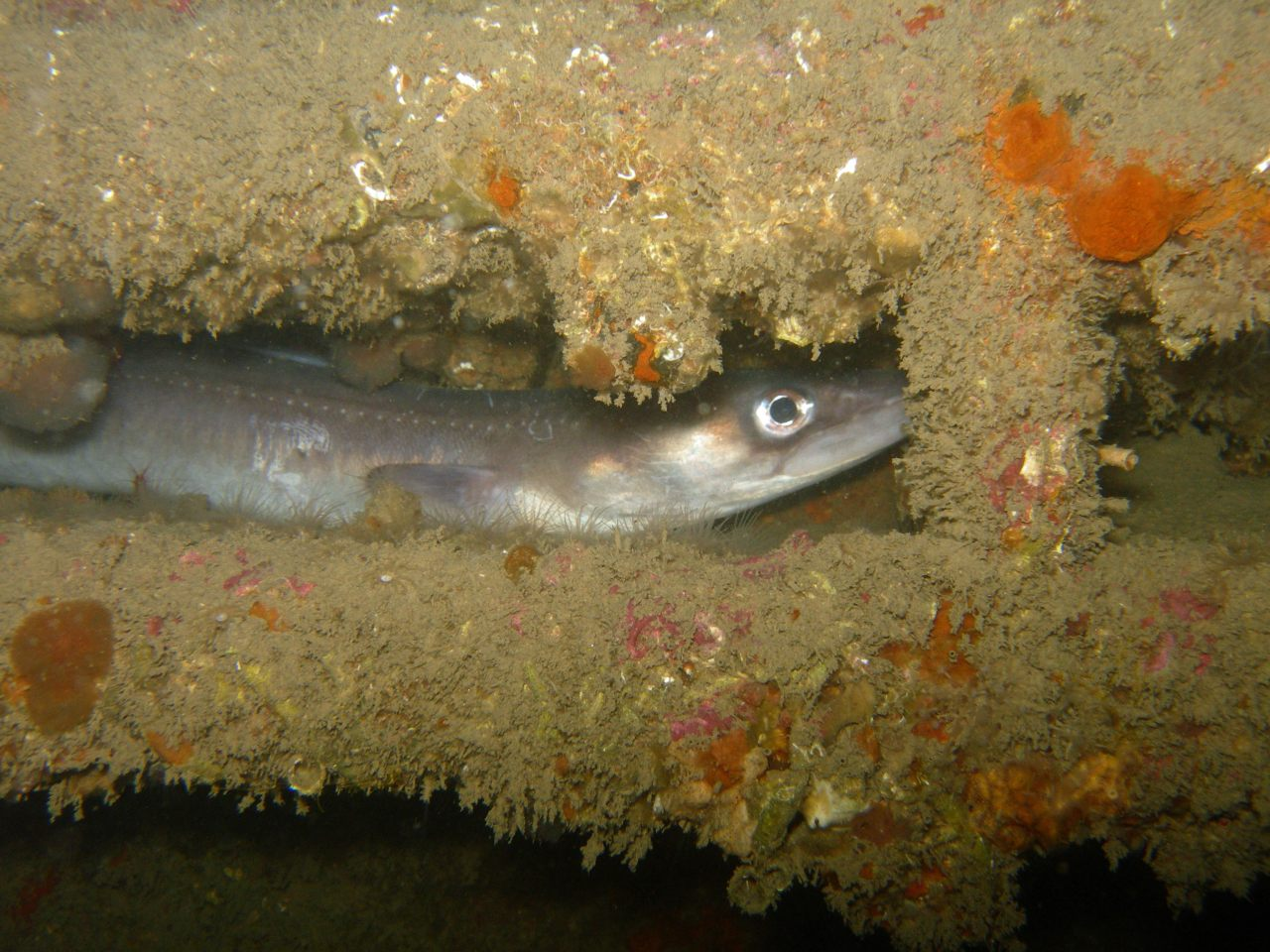
Congre
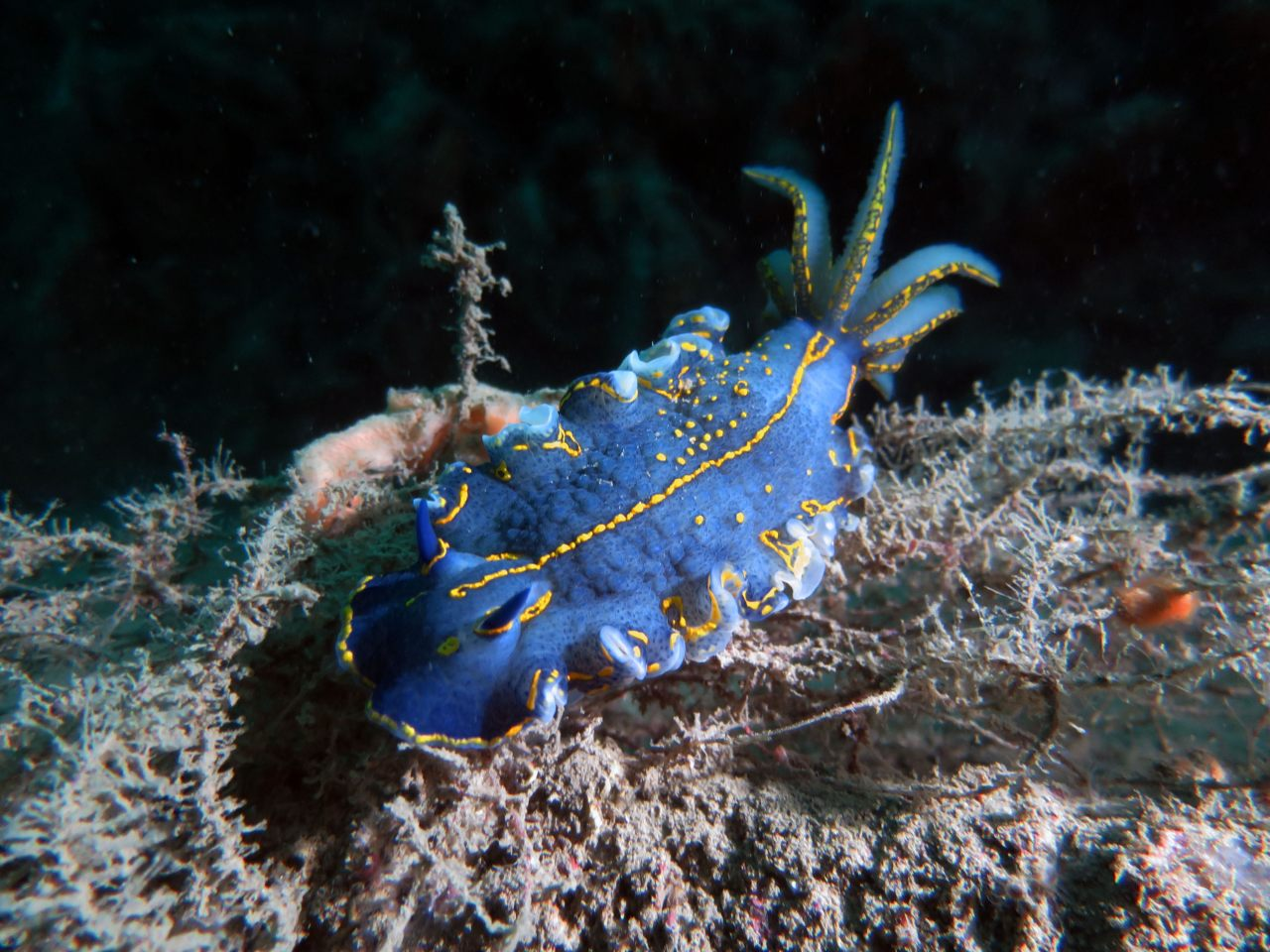
Doris géante et sa ponte
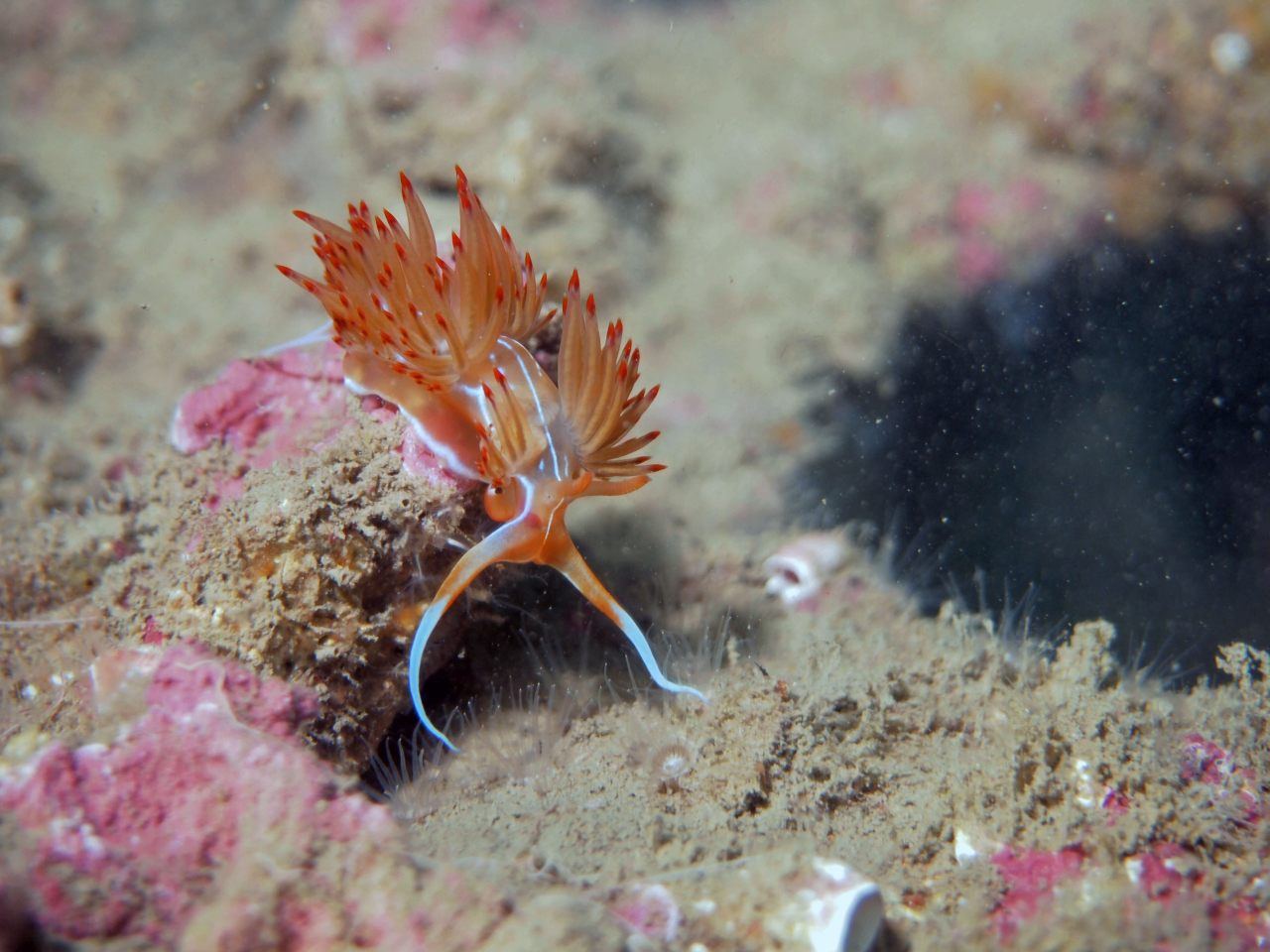
Godive orange
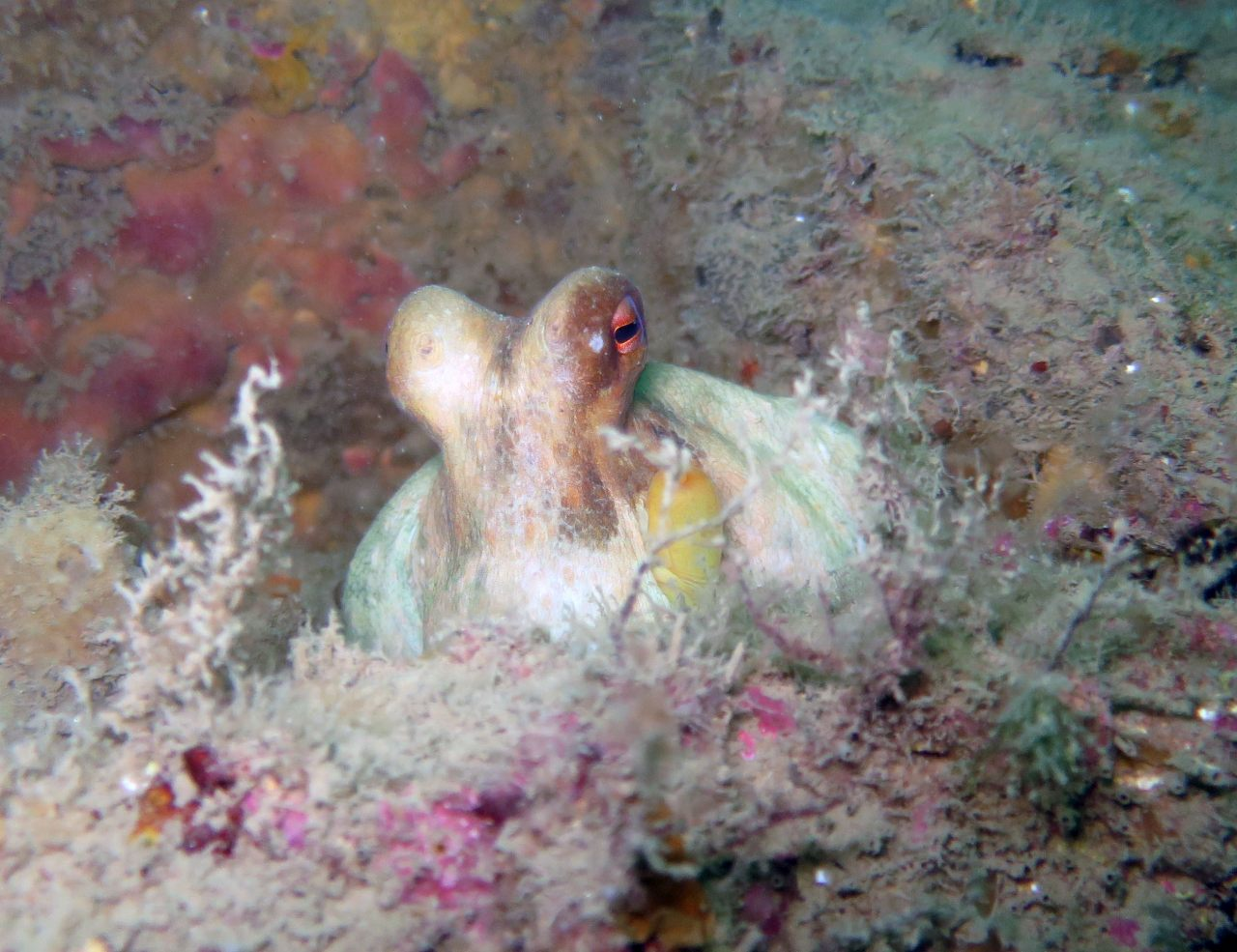
Poulpe du château arrière